# Bufo latastii
Bufo latastii és una espècie d'amfibi que viu a l'Índia i al Pakistan.
Està amenaçada d'extinció per la pèrdua del seu hàbitat natural.